# 拉罗克维埃耶
拉罗克维埃耶（法語：Laroquevieille，法語發音：[laʁɔk.vjɛj]）是法国康塔尔省的一个市镇，位于该省中西部，属于欧里亚克区。

## 地理
拉罗克维埃耶（45°1'13"N, 2°31'45"E）面积15.68 平方千米，位于法国奥弗涅-罗讷-阿尔卑斯大区康塔爾省，该省份为法国中南部省份，位于法國中央高原中心，北起科雷兹省、上盧瓦爾省和多姆山省，西接洛特省和科雷兹省，南至阿韦龙省和洛特省，东临上盧瓦爾省和洛泽尔省。
与拉罗克维埃耶接壤的市镇（或旧市镇、城区）包括：吉尔戈尔、拉塞勒、马尔马尼亚克、韦尔济克。
拉罗克维埃耶的时区为UTC+01:00、UTC+02:00（夏令时）。

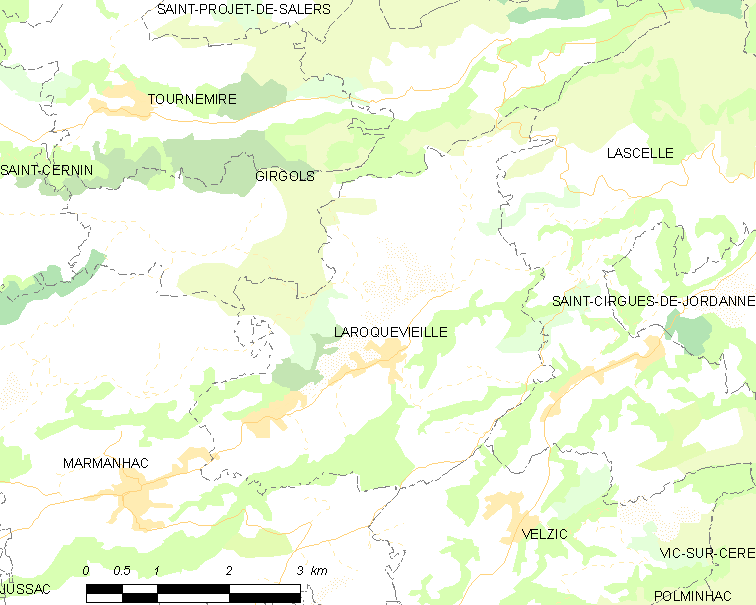
拉罗克维埃耶的OSM定位图

## 行政
拉罗克维埃耶的邮政编码为15250，INSEE市镇编码为15095。

## 政治
拉罗克维埃耶所属的省级选区为诺塞勒县。

## 交通
康塔尔省省道D46线、D59线和D60线在境内交汇。

## 人口

1962-2008年间拉罗克维埃耶人口变化图示

拉罗克维埃耶于2022年1月1日时的人口数量为349人。